# Eddy Bouwmans
Eddy Bouwmans (Aarle-Rixtel, 30 januari 1968) is een Nederlands voormalig beroepswielrenner.

## Biografie
Bouwmans was een klimmer en werd tijdens zijn eerste deelname aan de Ronde van Frankrijk in 1992 14e in het eindklassement en winnaar van het jongerenklassement. De daarbij behorende witte trui heeft hij op 5 juli 2017 gekregen, want deze trui werd in 1992 niet uitgereikt.
Hij reed vijf jaar voor verschillende ploegen van Peter Post en behaalde redelijke resultaten (waaronder winst in de Classique des Alpes). Vervolgens reed Bouwmans één jaar in de ploeg van Jan Raas en uiteindelijk voor een kleine Nederlandse ploeg. Hij beëindigde zijn carrière in 1997.
Bouwmans behaalde in totaal elf overwinningen in zijn carrière als profwielrenner.
Enkele jaren zat Bouwmans in het bestuur van de BrainWash-veldritploeg. Deze ploeg met onder meer Sanne van Paassen werd gepresenteerd tijden de Ster Elektrotoer van 2010. In 2012 werd bekendgemaakt dat de BrainWash ploeg opging in de Rabobank vrouwenformatie. Twee van de drie rensters maken deel uit van de ploeg van kopvrouw Marianne Vos. BrainWash werd tevens cosponsor van deze formatie.
Op woensdag 5 juli 2017 kreeg Bouwmans na afloop van de vierde etappe van de Ronde van Frankrijk 2017, de rit naar Vittel, alsnog de witte trui uitgereikt die hij in 1992 had gewonnen "Hartstikke leuk", zei Bouwmans nadat hij de trui overhandigd had gekregen van Tour-directeur Christian Prudhomme. Bouwmans was in 1992 niet alleen de beste jongere, hij eindigde bovendien als veertiende in het eindklassement van de Ronde van Frankrijk. Vijf jaar later stopte hij met zijn carrière. "Dat kwam mede door al het dopinggebruik in het peloton. Ik weigerde daarin mee te gaan", vertelde hij.

## Overzicht overwinningen
1992
- Jongerenklassement in de Ronde van Frankrijk

1993
- Classique des Alpes
- 5e etappe Dauphiné Liberé
- Acht van Chaam

1994
- 1e etappe in Criterium International
- 3e etappe in Ronde van de Limousin

1997
- Eindklassement Teleflex Tour
- Dernycriterium Boxmeer

## Resultaten in voornaamste wedstrijden
| Jaar | Ronde van Italië | Ronde van Frankrijk | Ronde van Spanje |
| ---- | ---------------- | ------------------- | ---------------- |
| 1990 |                  |                     |                  |
| 1991 |                  |                     | 41e              |
| 1992 |                  | 14e                 |                  |
| 1993 |                  | 45e                 |                  |
| 1994 |                  |                     |                  |
| 1995 |                  | 45e                 | 27e              |
| 1996 |                  |                     |                  |
| 1997 |                  |                     |                  |

| Jaar | Milaan-San Remo | Gent-Wevelgem | Amstel Gold Race | Luik-Bast.‑Luik | Ronde van Lombardije | Waalse Pijl | Clásica San Sebastián | Rund um den Henninger-Turm |
| ---- | --------------- | ------------- | ---------------- | --------------- | -------------------- | ----------- | --------------------- | -------------------------- |
| 1990 |                 |               |                  |                 |                      | 63e         | 39e                   |                            |
| 1991 |                 |               |                  | 33e             | 79e                  | 45e         |                       |                            |
| 1992 |                 |               | 46e              | 41e             |                      | 13e         | ↑                     |                            |
| 1993 |                 |               | 47e              | 22e             | 48e                  | 25e         | 24e                   | Brons                      |
| 1994 |                 |               | 25e              | 43e             | 43e                  | 18e         | 110e                  | 31e                        |
| 1995 | 74e             |               |                  | 17e             |                      | 32e         | 85e                   | 47e                        |
| 1996 |                 | 98e           |                  | 53e             |                      | 80e         |                       | 29e                        |
| 1997 |                 |               | 59e              |                 |                      |             |                       | 24e                        |